# Angelspiel

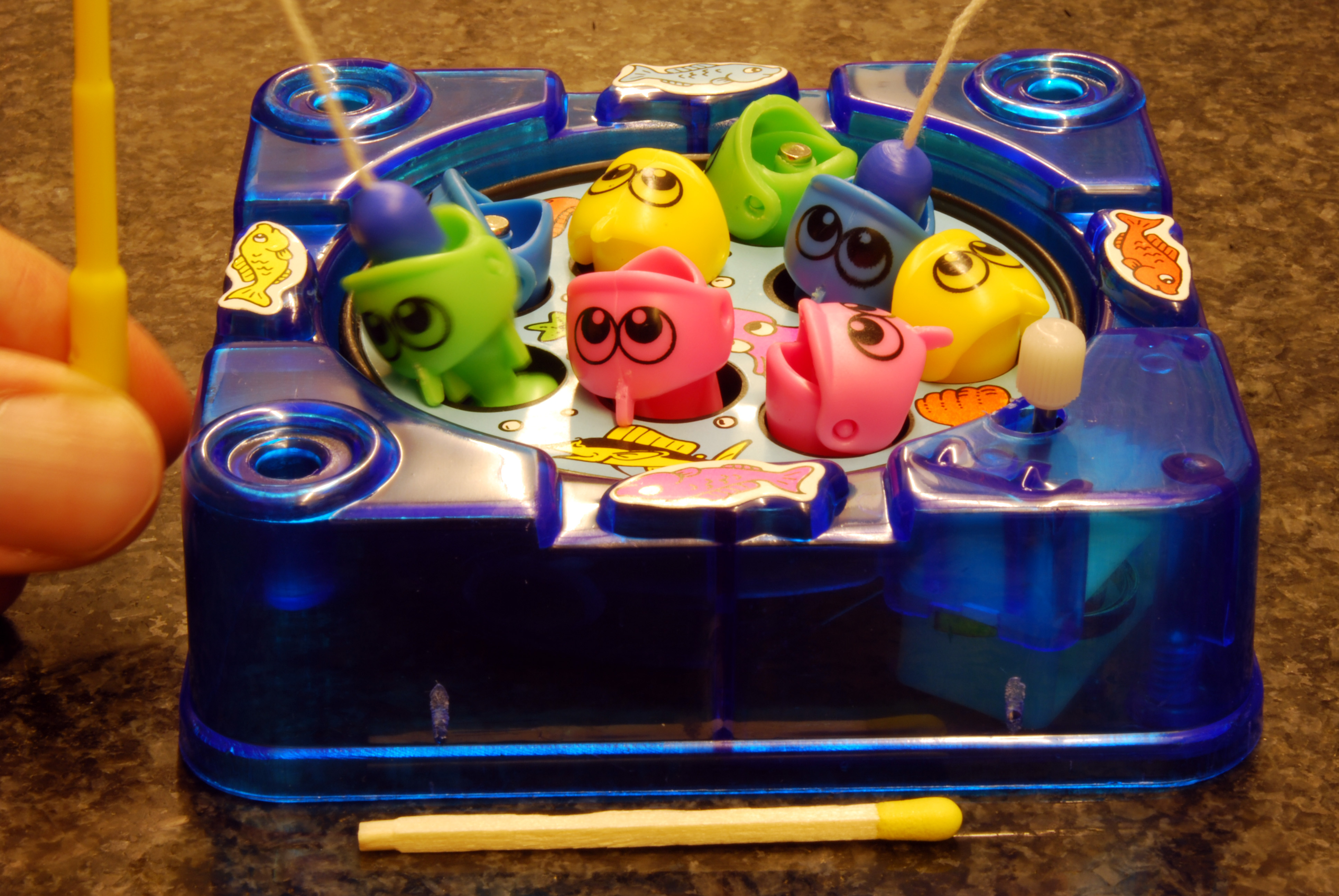
Miniature-Angelspiel

Angelspiel ist ein weit verbreitetes Kinderspiel bei dem aus einem künstlichen Teich Fische geangelt werden. Ein Autor ist nicht feststellbar, da das Spiel nachweislich bereits Ende des 19. Jahrhunderts bekannt war und hergestellt wurde. Meist beruht es auf einem magnetischen oder einem mechanischen Prinzip.

## Der magnetische Typ

### Namen und Ausstattung

Angel-Spiel um 1910, Hersteller: Bing Spiele und Verlag G.M.B.H. Nürnberg, Bestand vom MEK (Museum Europäischer Kulturen)

Angel-Spiel, um 1910

Zahlreiche Verlage brachten ein derartiges Angelspiel, teils unter verschiedenen Bezeichnungen heraus. Einige davon sind:
- Lustiges Angelspiel, Magnetisches Angelspiel, Petri Heil
- Aquarium, Fischzirkus, Eisfischen, Zappelfisch, Schnappfisch etc.[1]

Die Ausstattung besteht in den meisten Spielen aus
- 2–6 Angeln in Form von Holz- oder Plastikstäben von bis zu 50 cm Länge
- Schnur mit magnetischem Ende an der Angel
- aufklapp- oder aufstellbarer Sichtschutz
- diverse Fische aus Holz, Pappe oder Plastik mit Eisenklammer und aufgedruckten Wertungspunkten
- andere Gegenstände (Schuh, Dose etc.) mit 0 Punkten

### Spielregeln
Fische und Gegenstände kommen in den Teich. Jeder Angler hat mehrere Versuche (im klassischen Angelspiel von Ravensburger von 1952 zwei Versuche), einen Gegenstand oder Fisch mit der magnetischen Angel zu fangen. Dann ist der nächste Mitspieler dran (in manchen Spielen wird die Angel mangels Geräten weitergegeben). Am Ende werden die Punkte auf den Fischen gezählt. Bei kleineren Kindern, die der Addition noch nicht mächtig sind, werden die Fische gezählt. Gewonnen hat der mit den meisten Punkten (Fischen).
Eine Variante bei diesem Angelspiel ist ohne Sichtschutz und Magnete. Die Fische besitzen kleine Metallösen und die Angel kleine Häkchen. Auf der Unterseite der Fische sind dann die Wertungen aufgedruckt. Solche Spiele findet man in vielen Formen und Bezeichnungen (Entenangeln) auch auf Jahrmärkten.

## Der mechanische Typ

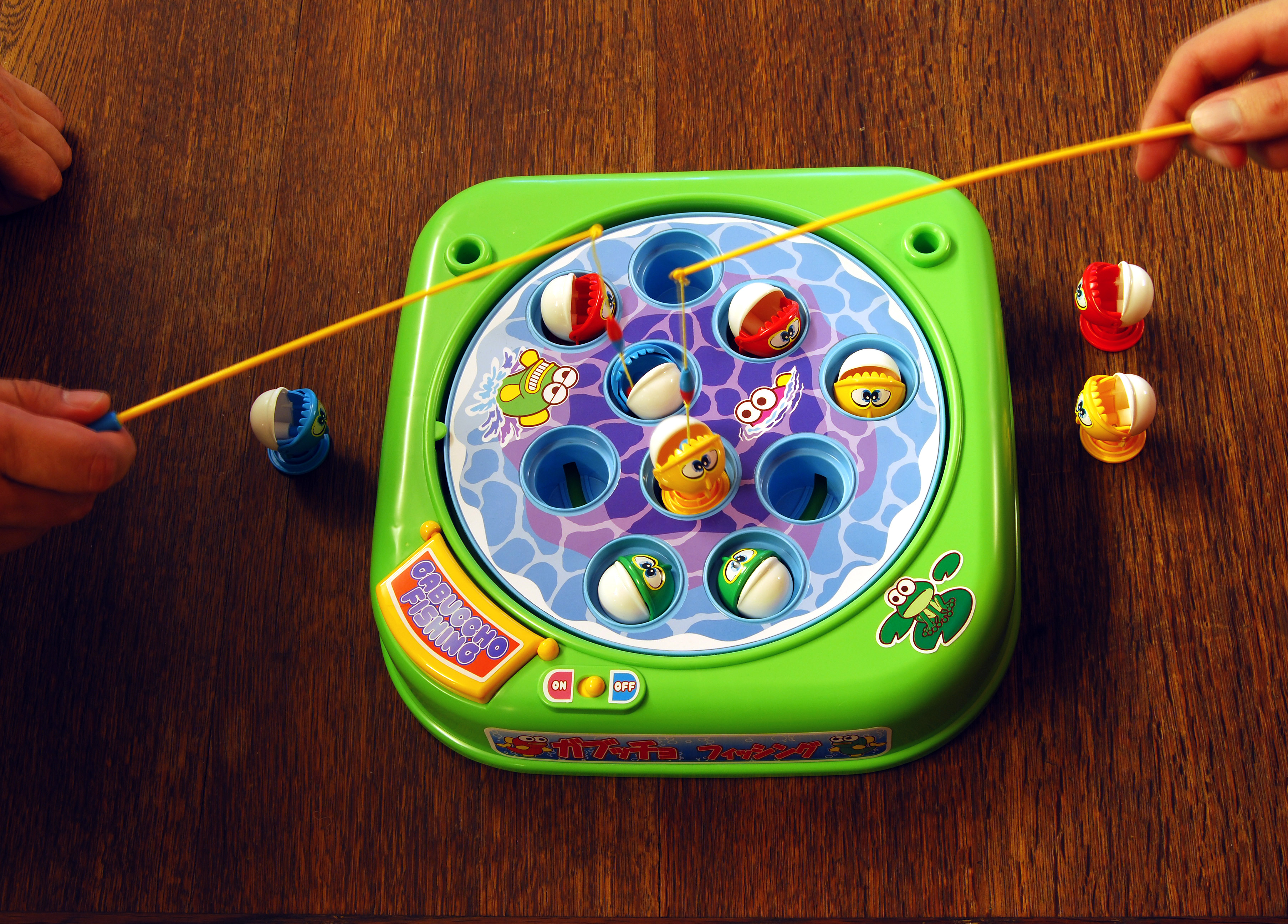
Mechanisches Angelspiel aus Japan.

### Ausstattung
- Ein batteriebetriebener drehbarer Teich mit Öffnungen
- Diverse mechanische Fische
- Zwei Angeln

### Spielregeln
Beim mechanischen Typ sind die Fische in Öffnungen eines Teiches eingelassen. Der Teich dreht sich batteriebetrieben und dadurch werden die Fische an bestimmten Orten durch eine mechanische Vorrichtung in die Höhe gehoben. Die Fische öffnen in der Höhe das Maul und lassen so einen Köder (meistens ein Kügelchen) an der Angel ins Maul einführen. Die Fische schnellen zurück und verschließen das Maul und lassen sich so an der Angel aus dem Teich herausziehen. Das Ganze ist ein Geschicklichkeitsspiel. Die Spieler müssen die Angel exakt koordinieren können und zum richtigen Zeitpunkt den Köder ins Maul führen, um anschließend die Fische mit ruhiger Hand an der Angel aus dem Teich ziehen zu können. Gewonnen hat schlussendlich der Spieler, der in einer bestimmten Zeit die meisten Fische geangelt hat.

## Sonstiges
Ebenfalls mit kleinen Magneten wie beim Angelspiel, hier in einem kleinen Insektenfangnetz, funktionierte die Schmetterlingsjagd der Firma J. W. Spear & Söhne um 1900.